# Melitaea jeholana
Melitaea jeholana är en fjärilsart som beskrevs av Matsumura 1939. Melitaea jeholana ingår i släktet Melitaea och familjen praktfjärilar. Inga underarter finns listade i Catalogue of Life.